# Abbas Saad
Pour les articles homonymes, voir Saad.
Abbas Saad (né le 1er décembre 1967 au Liban) est un ancien joueur international de football australien.

## Biographie
Né au Liban, il s'est installé en Australie et a commencé une carrière professionnelle footballistique. Un milieu de terrain créatif avec un bon sens du but, il a joué dans la Ligue de Johor et au sein des Singapour Lions XII au début des années 1990. Il a été un membre-clé de l'équipe qui a remporté la Coupe de Malaisie ainsi que les deux doubles Coupe Johor en 1991 et en 1994. Mais peu après le triomphe avec Singapour en 1994, il est chargé d'organiser des matchs fictifs (matchs avec les résultats connus d'avance). Il a été jugé, reconnu coupable et condamné à une amende de 50 000 S$ par les tribunaux à Singapour. Il a ensuite reçu une interdiction de jouer par la FIFA. 
Après la fin de son interdiction, il a joué pour plusieurs équipes de la Ligue nationale de football en Australie : Sydney Olympic en 1996-1997, Sydney United de 1997-1999, et pour le Northern Spirit FC dans la saison 1999-2000. Il a également représenté l'Australie dans certains matches internationaux durant les qualifications de la Coupe du monde 1998, après avoir également représenté l'Australie en 1992 contre la Malaisie. 
Aujourd'hui, il est entraîneur de Penrith Nepean Unies, dans le Championnat de Nouvelle-Galles du Sud (2e division australienne).

## Carrière
- 1985 :  Sydney City
- 1986-1990 :  Sydney Olympic
- 1990 :  Singapour Lions
- 1991-1992 :  Johor FA
- 1993 :  Sydney Olympic
- 1993-1994 :  Singapour Lions
- 1996-1997 :  Sydney Olympic
- 1997-1999 :  Sydney United
- 1999-2000 :  Northern Spirit FC
- 2000 :  Bankstown Berries FC
- 2001 :  Fraser Park FC
- 2002 :  Auburn United
- 2002-2003 :  Saint-George Saints FC
- 2003 :  Belmore Hercules
- 2004 :  Al Sadd

## Palmarès
- Vainqueur de la Coupe d'Océanie des vainqueurs de coupe de football en 1987 (1 but en finale)
- Vainqueur du championnat de Malaisie 1994
- Vainqueur de la Coupe de Malaisie 1994 (3 buts en finale)